# Sūdān ’Awwal Ğāmi‘a (2008)
Rozgrywki 2008 ligi sudańskiej. Tytułu mistrzowskiego bronił Al-Hilal Omdurman.

## Uczestnicy
| Zespół                 | Trener           | Stadion              | Pojemność | Miasto      |
| ---------------------- | ---------------- | -------------------- | --------- | ----------- |
| Al-Ahli Wad Medani     |                  | Algazira Stadium     | 15000     | Wad Madani  |
| Al-Hilal Kadougli      | Bakri Abdulgalil | Kadugli Stadium      | 1000      | Kadukli     |
| Al-Hilal Omdurman      | Dutra            | AlHilal Stadium      | 45000     | Omdurman    |
| Al-Hilal Port Sudan    |                  | Stade Port Sudan     | 7000      | Port Sudan  |
| Al-Ittihad Wad Medani  | Mahir Hamam      | Stade Wad Medani     | 5000      | Wad Madani  |
| Al-Merreikh Omdurman   | Rodion Gačanin   | Al Merreikh Stadium  | 42000     | Omdurman    |
| Al-Mourada Omdurman    | Borhan Tia       | Stade de Omdurman    | 14000     | Omdurman    |
| Al-Nil Al-Hasahesa     | Gamal Abdallah   | Al-Hasahesa Stadium  | 3000      | Al-Hasahesa |
| Amal Atbara            |                  | Stade Al-Amal Atbara | 4000      | Atbara      |
| Hay al-Arab Port Sudan | Raeft Maki       | Stade Port Sudan     | 7000      | Port Sudan  |
| Al-Chartum             | Alfateh Alnager  | Khartoum Stadium     | 33500     | Chartum     |
| Jazeerat Al-Feel       |                  | Stade Wad Medani     | 5000      | Wad Madani  |

## Tabela
| Lp. | Drużyna                | M  | Z  | R | P  | Bramki | Pkt | Uwagi                                 |
| --- | ---------------------- | -- | -- | - | -- | ------ | --- | ------------------------------------- |
| 1   | Al-Merreikh Omdurman   | 22 | 20 | 1 | 1  | 66-8   | 61  | Mistrzostwo, Afrykańska Liga Mistrzów |
| 2   | Al-Hilal Omdurman      | 22 | 19 | 2 | 1  | 63-12  | 59  | Afrykańska Liga Mistrzów              |
| 3   | Hay al-Arab Port Sudan | 22 | 10 | 7 | 5  | 26-27  | 37  | Afrykański Puchar Konfederacji        |
| 4   | Al-Mourada Omdurman    | 22 | 10 | 3 | 9  | 27-33  | 33  |                                       |
| 5   | Al-Nil Al-Hasahesa     | 22 | 9  | 3 | 10 | 24-27  | 30  |                                       |
| 6   | Al-Ahli Wad Medani     | 22 | 9  | 3 | 10 | 20-25  | 30  |                                       |
| 7   | Amal Atbara            | 22 | 7  | 7 | 8  | 22-32  | 28  |                                       |
| 8   | Al-Chartum             | 22 | 6  | 6 | 10 | 23-37  | 24  |                                       |
| 9   | Al-Hilal Port Sudan    | 22 | 6  | 4 | 12 | 25-32  | 22  |                                       |
| 10  | Al-Ittihad Wad Medani  | 22 | 5  | 4 | 13 | 18-27  | 19  |                                       |
| 11  | Al-Hilal Kadougli      | 22 | 4  | 6 | 12 | 19-43  | 18  |                                       |
| 12  | Jazeerat Al-Feel       | 22 | 2  | 4 | 16 | 17-47  | 10  | Spadek                                |

Źródło: Goalzz.com

## Najlepsi strzelcy
| Miejsce | Zawodnik          | Drużyna              | Bramki |
| ------- | ----------------- | -------------------- | ------ |
| 1       | Haytham Tambal    | Al-Merreikh Omdurman | 21     |
| 2       | Kelechi Osunwa    | Al-Hilal Omdurman    | 16     |
| 3       | Abdelhamid Ammari | Al-Merreikh Omdurman | 12     |
| 4       | Muhannad Eltahir  | Al-Hilal Omdurman    | 11     |
| 5       | Faisal Agab       | Al-Merreikh Omdurman | 10     |
| 6       | 3 piłkarzy        | 3 piłkarzy           | 6      |
| 9       | 5 piłkarzy        | 5 piłkarzy           | 5      |
| 14      | 4 piłkarzy        | 4 piłkarzy           | 4      |
| 18      | 20 piłkarzy       | 20 piłkarzy          | 3      |
| 38      | 21 piłkarzy       | 21 piłkarzy          | 2      |
| 59      | 42 piłkarzy       | 42 piłkarzy          | 1      |